# Nabyl Lahlou
Nabyl Lahlou (àrab marroquí: نبيل لحلو) (Fes, 1945) és un director de teatre, autor i actor marroquí, conegut per ser un innovador director de teatre i cinema, i és considerat un dels directors de teatre marroquins més influents dels anys 80.

## Primers anys
Va estudiar teatre a París a l'Académie du Théâtre de la Rue Blanche i a L'Ecole Charles Dullin, i més tard va ensenyar a Kordj-el-Kifane (Algèria). Va escriure obres de teatre tant en francès com en àrab; entre les seves obres franceses hi ha Ophélie n'est pas morte (1969) i Schrischamtury (1975), i entre les àrabs Les Milliandaires (1968), Les tortues (1970), i Asseyez-vous sur les cadavres (1974). El seu primer migmetratge va ser Les mortes (1975), mentre que el seu primer llargmetratge va ser Al Kanfoudi (1978).

## Teatre
Lahlou va dirigir la seva primera obra al-Sa"aa al Marroc el 1965, després va marxar a estudiar a França i va tornar el 1970.
Moltes de les seves obres modifiquen Shakespeare per reflectir el Marroc postcolonial. <<Escrita el 1968, la seva obra Ophélie n'est pas Morte va tenir influència shakesperiana, amb el seu títol una referència a l'obra de Shakespeare Hamlet. Amb el suport econòmic del Ministeri de Cultura del Marroc, es va representar per primera vegada l'any 1969 per les "Companyies de Teatre Universitari" de Lahlou. Dins de l'obra, els dos personatges diferents de Shaksphere de Hamlet i Macbeth es presenten en un microdrama amb els personatges paralitzats voluntàriament i la seva actuació limitada per l'ús de crosses o cadires de rodes. La seva producció de al-Salahef (Les tortugues) es va considerar un avenç.

## Filmografia
- Les mortes (featurette, 1975)[11][12]
- Al Kanfoudi (1978)
- Le Gouverneur General de l'ile Chakerbakerben (1980)
- Brahim yach? (1982)
- Âme qui brait (1984)
- Komany (1989)
- La nuit du crime (1992)
- Les années de l'exil (2002)
- Tabite or Not Tabite (2005)
- Regarde le roi dans la lune (2011)